# میگز (جورجیا)
میگز، جورجیا (به انگلیسی: Meigs, Georgia) یک شهر در ایالات متحده آمریکا با جمعیت ۱٬۰۹۰ نفر است که در جورجیا واقع شده‌است.

## موقعیت جغرافیایی
موقعیت جغرافیایی شهرها و مناطق اطراف به شرح زیر است: